# Istoria Mozambicului
În drumul lor spre Indii, portughezii ajung în Mozambic în anul 1498, Vasco da Gama luând în posesie aceste pământuri în numele Coroanei Portugheze. Aceștia stabilesc aici un punct de sprijin și un contoar comercial la Sofala. La începutul sec. XVI ei ocupă țărmul Mozambicului, iar în 1752, teritoriul devine colonie cu administrație separată. În intenția de a face joncțiunea între Angola și Mozambic-de altfel nereușită, portughezii organizează în perioada 1877-79 expedițiile conduse de Serpa Pinto.
În 1955 Mozambic capătă statutul de “provincie de peste mare”.
Prin unirea mai multor grupări mai mici implicate în lupta pentru alungarea portughezilor din țară, în anul 1962 ia naștere “Frontul pentru Eliberarea Mozambicului” FRELIMO. Acesta își asigură sprijinul statelor comuniste și pornește în anul 1964 războiul partizan de eliberare. La 7 septembrie 1974 este instalat un guvern de tranziție cu prerogative autonome, pentru ca în anul următor, la 25 iunie 1975 să își obțină independența.
La scurt timp după acestea ia naștere o mișcare de opoziție numită Rezistența Națională Mozambicană (RENAMO), aceasta fiind sprijinită de regimul rasist din Africa de Sud. Cele două grupări au pornit un război civil care a durat 16 ani, în el pierzându-și viața aprox. 1000000 de persoane, iar peste 1500000 au părăsit țara.
La sfârșitul anului 1991 s-a decis oprirea războiului, la 4 octombrie 1992 fiind semnat un acord de pace.
În anul 2000, locuitorii Mozambicului s-au confruntat cu cea mai mare inundație din istoria țării, astfel acest stat fiind la ora actuală unul din cele mai sărace din lume.